# امروهه
امروهه (انگلیسی: Amroha) شهری در شهرستان مرادآباد هندوستان در نزدیکی رود گنگ است. این شهر مرکز بخش امروهه است.